# Yucca elata

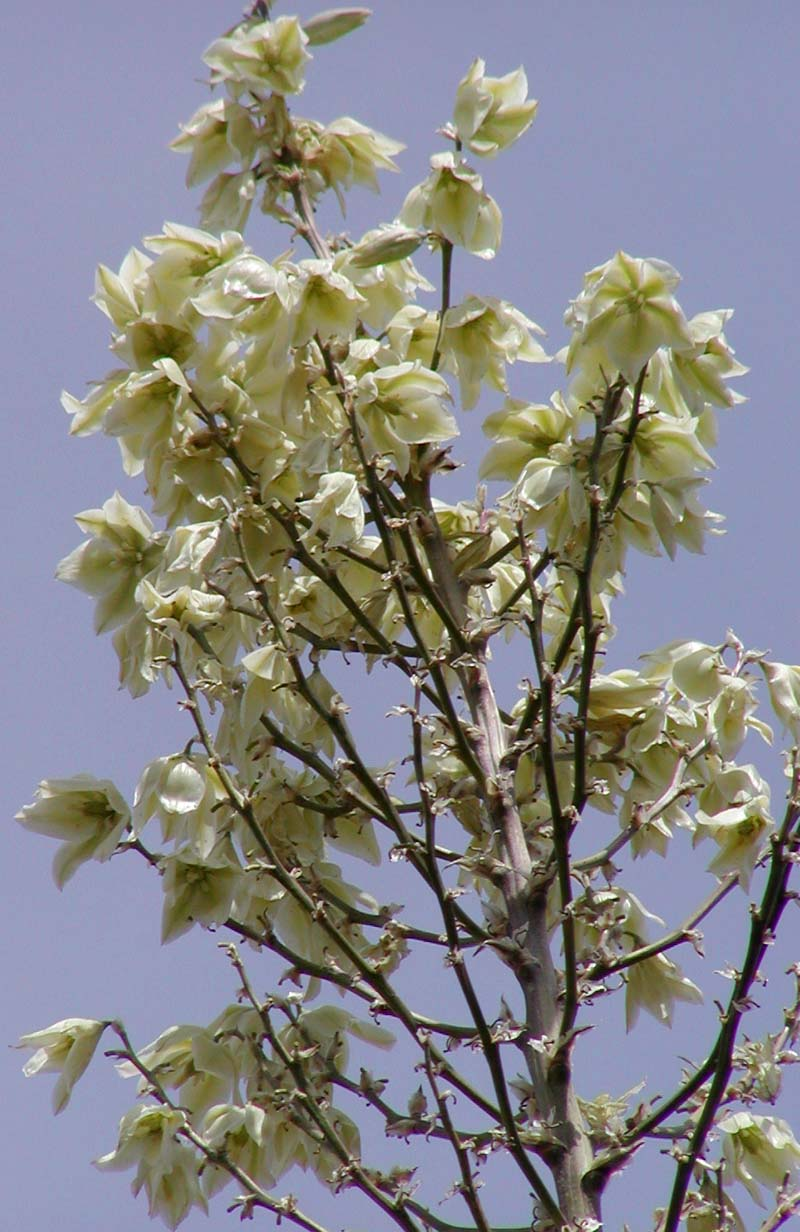
Flori

Yucca elata (numită și Arborele de săpun) crește în deșerturile Americii de Nord și Sud, Sonora și Chihuahua, Texas, New Mexico, Arizona și în nordul Mexicului. Yucca elata este o plantă înaltă de 3-5,5m cu frunze asemănătoare palmierilor cu mențiunea că frunzele verzi ale Yucca elata sunt mai lungi, cu aspect triunghiular.

## Caracteristici
- Frunze, lungi, verzi cu aspect triunghiular.
- Flori, mici, albe.
- Fructe, sub forma unei capsule maro până în toiul verii când se desfac în trei părți cu semințe negre.

## Folosire
Yucca elata se mai numește și arborele de săpun. Această denumire provine de la faptul că în interiorul rădăcinilor se găsește o substanță asemănătoare săpunului. Această substanță este folosită ca înlocuitor de săpun. 

Planta este folosită și ca aliment pentru animale în caz de urgență. Din frunzele ei localnicii împletesc coșuri. Yucca este de asemenea un element decorativ pentru numeroase grădini din America.  Yucca este o plantă care se adaptează la orice condiții meteorologice și de aceea poate fi întâlnită aproape oriunde.
Yucca elata este folosită și în medicina alternativă pentru conținutul ridicat de saponine, substanțe care au un efect de curățire a toxinelor din organismul uman. Acționează favorabil în tratamentul bolilor de piele, ajută la vindecarea rănilor, a afecțiunilor inflamatorii și reduce durerile articulare.